# 桜井安右衛門
桜井 安右衛門（さくらい やすうえもん、1898年（明治31年）1月3日 - 1994年（平成6年）8月9日）は、日本の内務・厚生官僚。官選栃木県知事。

## 経歴
東京府出身。桜井常次郎の長男として生まれる。第一高等学校を卒業。1922年（大正11年）、東京帝国大学経済学部を卒業。同年11月、高等試験行政科試験に合格。農商務省を経て内務省に入省し社会局属となり労働行政畑を歴任。
1925年（大正14年）、第七回国際労働会議にジュネーブ帝国事務所書記兼社会局事務官の肩書で政府代表委員附として参加。
1938年（昭和13年）、厚生省大臣官房文書課長となる。1942年（昭和17年）1月、栃木県知事に就任。戦時下の対応に尽力。1943年（昭和18年）7月、初代東京都民政局長に転じた。1945年（昭和20年）に退官し、その後、公職追放となった。
戦後は、健康保険組合理事長、ILO東京支局長、中央労働協会長、東京ヘレン・ケラー協会理事長などを務めた。墓所は多磨霊園(15-1-1)

## 著作
- 『ILOの理解』〈現代文化シリーズ;第4〉文教書院、1962年。
- 編『同胞援護会会史』恩賜財団同胞援護会、1960年。
- 訳『結社の自由』〈労働者教育講座第三号〉国際労働事務局（ILO）東京支局、1959年。
- 訳『賃金入門』〈労働者教育講座第6号〉ILO東京支局、1964年。